# Reseda balansae
Reseda balansae är en resedaväxtart som beskrevs av Muell.-arg. Reseda balansae ingår i släktet resedor, och familjen resedaväxter. Inga underarter finns listade i Catalogue of Life.